# ノエラ・ポントワ
ノエラ・ポントワ（Noella Pontois、1943年12月24日 - ）は、フランスのバレエダンサー、バレエ指導者である。パリ・オペラ座バレエ団生え抜きのバレエダンサーとして、秀でた舞踊技巧と優雅な舞台姿で広く人気を得た。1983年にパリ・オペラ座バレエ団を引退した後もゲストダンサーとして活躍し、後には同バレエ団の教師を務めた。一女のミテキ・クドーも、同じくバレエダンサーである。

## 経歴
フランス中部の都市、ヴァンドームの生まれ。幼少時は虚弱体質だったため、主治医の勧めによってバレエを始めた。特にバレエの道に進む希望を持っていなかったものの、練習熱心で真面目な上に素質にも恵まれていたので上達は早かった。才能に注目した周囲の勧めによって、1953年、9歳半のときにパリ・オペラ座バレエ学校へ入学した。同期の入学には、後に彼女と名パートナーシップを謳われるシリル・アタナソフ（fr:Cyril Atanassoff,1941年-）がいた。
同校では、ジャニーヌ・シャラやユゲット・デュヴァネル、さらにイヴ・ブリユーの指導を受けた。在校時からオペラのバレエ場面（『タンホイザー』、『アイーダ』など）で舞台経験を積み、卒業後の1960年、パリ・オペラ座バレエ団にカドリーユ（コール・ド・バレエ）として入団した。
入団後の昇進は順調で、1961年に第2カドリーユ、1962年に第1カドリーユ、1963年にはコリフェ、（この年には日本公演も経験している）、1964年にはスジェの地位についた。可憐な美貌と均整の取れたスタイルに恵まれた上に秀でた舞踊技巧と優雅な舞台姿は早くから注目され、パリ・オペラ座バレエ団だけではなくフランス国外での幅広い活動への道を開いた。
1966年にはプルミエール・ダンスーズの地位に昇進した。翌年ロンドン・フェスティバル・バレエ団に招聘され、当時の世界的なバレエダンサー、ルドルフ・ヌレエフの相手役を務めて『眠れる森の美女』のオーロラ姫役を踊っている。1967年、日本人舞踊家の工藤 大貮と結婚し、1970年には一女ミテキ・クドーが誕生した。
1968年、25歳のときに最高位のエトワールに任命された。パリ・オペラ座バレエ団では、『アダージュとヴァリアシオン』（振付：ローラン・プティ、1965年）、『パ・ド・カトル』（振付：アリシア・アロンソ、1973年）、『幻想的スケルツォ』（振付：ジェローム・ロビンズ、1974年）など、多くの作品に初演者として起用された。同バレエ団のエトワールの地位を1983年に退いたが、その後もゲストダンサーとして多くの舞台に出演した。
1988年には母校でバレエ教師となり、2008年までその任を務めた。1993年のシーズンには、『くるみ割り人形』（ジョン・ノイマイヤー振付）で娘のミテキ・クドーと姉妹役（ヒロインのマリーとその姉ルイーズ）で共演した。上演された日は彼女の50歳の誕生日にあたる1993年12月24日で、アデュー公演（引退公演）となった。この公演はミテキの全幕バレエ初主演でもあり、注目を集めて大きな成功を収めている。
主な受賞歴には、ルネ・ブルム賞（1964年）、アンナ・パヴロワ賞（1968年）、国家功労賞（1972年）などがある。1984年、レジオンドヌール勲章（シュヴァリエ）を受章した。2013年には、パリのアートセンター「エレファント・パナム」（元パリ・オペラ座バレエ団ダンサーのファニー・フィアット経営）でポントワを題材とした企画展が開かれた。

## レパートリーと評価
ポントワのレパートリーは、ロマンティック・バレエやクラシック・バレエの古典作品から近現代の作品まで多岐にわたっている。豊かな音楽性と足腰の強さに支えられた安定したバランス感覚に代表される秀でた舞踊技巧、そして作品に対する深い解釈と洗練された表現力をもとに、優雅で気品ある舞台を披露して称賛を得た。
彼女は数多くの現代バレエ作品で初演を務めているが、本領を発揮したのは古典作品の方であった。特に『ジゼル』のタイトル・ロールは、「フランス人バレリーナによって踊られたもっとも感動的なジゼル」と高く評価された。娘のミテキは幼いころに母の踊る『ジゼル』を見て、「ママが変になっちゃった」と大ショックを受けたほどだったという
。他にも『眠れる森の美女』のオーロラ姫では彼女本来の気品と可憐さが活かされ、『ラ・シルフィード』（ピエール・ラコット版）では繊細な表現力と深い感情の表出が称賛された。
ポントワ自身は、『ジゼル』よりも『白鳥の湖』のオデット＝オディール役を好んでいる。彼女の考えでは、『白鳥の湖』の方が「もっと完全な、もっと長い展開を期待できる役」だからという。「しかも表現すべき内容もこちらの方が多い。愛、悪意、絶望…。ジゼルは心理的にこれほど豊かではありません」とインタビューで語っていた。
レパートリーには、ポントワのパブリックなイメージとは一見異なる『ノートルダム・ド・パリ』のエスメラルダや『ドン・キホーテ』のキトリも含まれている。特に前者に挑戦しようとしたときは、「不向きだ」と周囲の反対を受けたものの、それを押し切った。この挑戦で彼女はさらにドラマチックな世界に踏み込み、その経験から得たものを以降の舞台に活かすことができた。
ポントワは、純粋なアブストラクト系統のバレエ作品を好んでいない。その理由は、作品の内部に分け入って表現を深めるためには「物語とはいわないまでも、少なくとも本物の感情的動機づけ」が不可欠と考えているためである。「レッスンの時でさえ、私は単なるパの訓練以外のものがないとやっていられません。感情面での背景がなかったら、バレエはただひたすら苦しいばかりですよ」と彼女は述べている。

## パートナーシップとコラボレーション
ポントワはパトリック・デュポン、エリック・ヴ＝アン、ウラジーミル・デレヴィヤンコ、ローラン・イレールなどをパートナーとして踊っている。彼女の共演者としてとりわけ名高いのは、ルドルフ・ヌレエフとシリル・アタナソフである。彼女にとって、2人との共演は最高の栄誉であった。同時に彼女は、2人から芸術的な面で多くのものを得ている。
ヌレエフとアタナソフは、それぞれ当時のバレエ界を代表する男性ダンサーであったが、スタイルは全く異なっていた。ロシア・バレエを体現する存在で、しかも一世を風靡していたヌレエフに対して、アタナソフはパリ・オペラ座バレエ団の生え抜きであり、フランス・バレエの伝統をさらに高みにまで押し進めていた。ポントワは当時を振り返って「彼らは二つの異なる流派の完成された姿をそれぞれ体現していましたからね」と述懐している。
ポントワはギリシャ系フランス人の作曲家兼ピアニスト、シプリアン・カツァリスと親しい友人である。カツァリスが企画した音楽と舞踊の公演への出演に際して、彼女は自らのためにいくつかの作品振付を試みた。そのときは自分を生かすよりも「音楽を主役」とすることを心がけたという。

## 私生活-娘、そして孫たちとともに
経歴の節で既に述べたとおり、ポントワは日本人舞踊家の工藤 大貮（くどう だいに、1943年-）との間に一女ミテキ・クドーをもうけている。彼女が子供を産むと決めた時期は、エトワール任命から3年後のことであった。1970年代初頭当時、子供を産む女性ダンサーは少数であり、しかもエトワールの地位にある場合はなおさらのことであった。
周囲はこぞって反対したというが、ポントワは周りの声を意に介さなかった。当時の彼女にとって一番大切なのは、自分のキャリアではなく子供の方だった。後年彼女は「女性として子供を産んで成熟するのは、ごく自然なことだと思ったわ」と述べている。
ポントワは産後1か月半でバーレッスンを再開し、3か月後には舞台に復帰していた。舞台出演の際には、幼いミテキをよく楽屋にも連れて行った。ミテキも母が楽屋内で衣装をつけているところや舞台メイクをしているところを見るのが大好きだった。後にミテキは「舞台メイクや羽のような衣装をまとった母は妖精のようでした」と述懐している。
両親ともダンサーという環境のもとで、ミテキがバレエへの道を進むのは自然なことであった。ミテキがパリ・オペラ座学校への入学希望を表明した時、ポントワは敢えて反対した。パリ・オペラ座バレエ団のダンサーになるための道のりの困難さをよく知っているだけに、ミテキがどれだけ確固たる意志を持っているか確かめる意図があったのだ。
ミテキはパリ・オペラ座学校に入学を果たしたが、その後は努力とレッスンの日々で遊ぶ時間は皆無だった。それでもミテキはバレエに対する情熱を持ち、両親の理解と励ましのもとで夢の実現に向けて進み続けた。
ポントワはパリ・オペラ座バレエ学校時代のミテキについて、「ノエラ・ポントワの娘」と常に周囲から見られていたことを気にかけていた。それは、母親がパリ・オペラ座バレエ団のエトワールという状況が、ミテキにとってマイナスに働いていたのではないかという懸念であった。もともとシャイで内気な性格のミテキにも、「ポントワの娘」というレッテルはプレッシャーとなり、つらい思いをすることもあったという。
パリ・オペラ座バレエ団に入団後のミテキについて、その表情やしぐさの中にポントワの姿を重ねる人々もいた。ポントワはミテキが自らのダンスを実現できることを願って、敢えてコンテンポラリーダンスの諸作品を踊るように強く勧めた。ミテキはさまざまな振付家のコンテンポラリーダンスに挑戦し、内面的な成長を遂げるとともにコンテンポラリー・ダンサーとして『春の祭典』（ピナ・バウシュ振付）の「生贄」などで高い評価を受けるに至った。
ミテキにとってダンサー生活での一番の思い出となったのは、ポントワのアデュー公演『くるみ割り人形』だった。「（母子で）同じ職業を選んだからこそ味わえる喜びもあったわ」とミテキは語り、ポントワも「娘と一緒に踊れるなんてめったにないこと。忘れられない思い出になったわ」と応えている。
ミテキはパリ・オペラ座バレエ団の同僚ダンサー、ジル・イゾアール（fr:Gil Isoart,1968年-）と結婚した。イゾアールはベトナム系フランス人で、パリ・オペラ座バレエ学校でミテキと知り合った。2人は当時の校長クロード・ベッシ―の提案でパートナーとして踊ることになり、やがて恋に落ちた。ポントワはミテキからイゾアールを紹介されたとき、「これ以上のパートナーはいない」と直感し、2人のことを積極的に後押ししたという。
ミテキは2001年に長女ジャドを出産し、1年間ダンサーを休業した。3年後には長男を出産し、2児の母となった。ミテキが母となったことは、ポントワにとって非常に嬉しいことであった。
引退後のポントワは、孫たちの面倒を見るのを楽しみとした。ポントワは母としてミテキとイゾアールのダンサー生活を見守り、祖母として孫たちの育児を手伝った。ミテキが幼少期、ポントワの母は育児への協力をせず、大勢のベビーシッターに頼らざるを得なかった。ポントワはミテキの育児を助けるため、できるだけ時間を取るように心がけていた。
やがてジャドは母と祖母の後を追ってパリ・オペラ座バレエ学校に入学した。3世代にわたってバレエダンサーの道を歩むことは、パリ・オペラ座バレエ団の長い歴史でも希有なことである。
ミテキは舞台を退いた後、幼児のダンス指導者の道を選んだ。ポントワ、ミテキ、そしてイゾアールは、ダンスや教育法について語り合うこともあるという。
ポントワとミテキは、バレエダンサーという同じ職業を選び、その経験を共有してきた。ポントワは2009年のミテキとの対談で「オペラ座のダンサーというのは、望めば誰もがなれるわけではないから。（中略）私たちはとても幸せだと思うし、共有できたからこそ、普通の母娘の関係を超えた、さらに深い関係が築けたと思うわ」と語り、ミテキは「ママへの思いは、とても言葉にはできないわ。代わりにビズー（キス）をさせてね」と感謝している。
パリ・オペラ座バレエ団の元エトワール、アニエス・ルテステュはポントワの生き方を称賛して、「私にとって、そして多くの人々にとって、偉大なダンサーです」と自著で述べている。